# Kawiarnia „?”

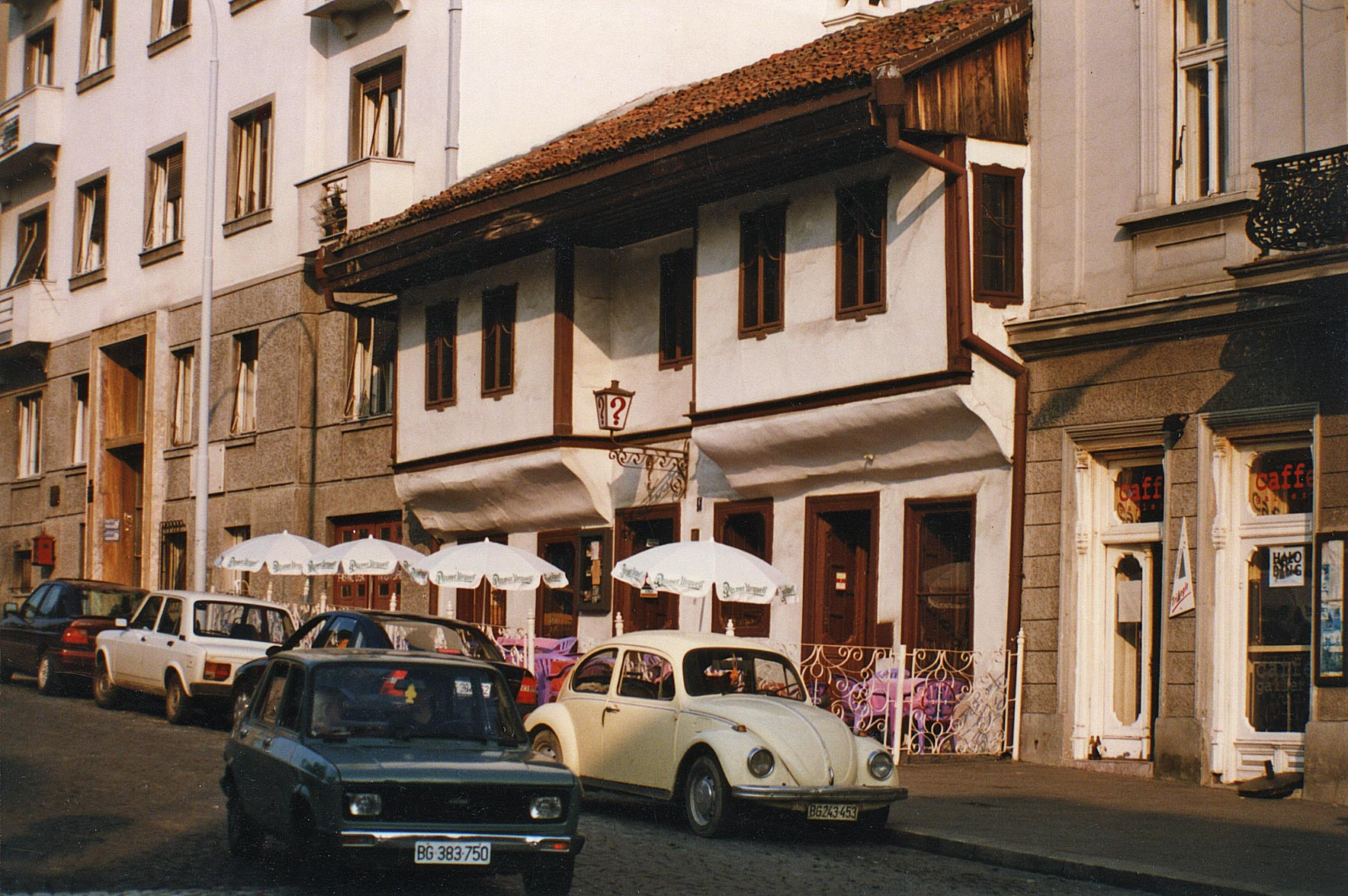
Kawiarnia „?” w 1996

Kawiarnia „?” (serb. Kafana ?, Kafana Znak Pitanja cyr. Кафана ?, Кафана Знак Питања) – zabytkowa kafana znajdująca się w Belgradzie przy ulicy Kralja Petra 6, jeden z najbardziej znanych przykładów lokali tego typu oraz jeden z najstarszych budynków w Belgradzie. Założona w 1823 przez Nauma Ičko, na zlecenie i dzięki funduszom Księcia Miloša. Następnie prowadzona przez doktora Ećima Toma, zięcia Ičko, nosiła wówczas nazwę „Kawiarnia-restauracja Ećima Toma”. Jeszcze w 1. połowie XIX w. lokal przemianowano na „Kawiarnię Katedralną”, od znajdującej się w pobliżu Katedry św. Michała Archanioła. Przeciwko nowej nazwie zaprotestowały władze duchowne, widząc w niej brak poszanowania dla domu Bożego, jakim jest katedra, mimo że ze względu na poszanowanie właśnie, właściciel zakazał palenia tytoniu przed wejściem. Ponieważ rozstrzygnięcie kwestii dopuszczalności takiej nazwy dla kafany przeciągało się, właściciel ugodowo zdjął szyld z nazwą „Kawiarnia Katedralna” i zawiesił w tym miejscu szyld ze znakiem zapytania: „?”. Problem nazwy do dzisiaj nie został rozwiązany i zapewne poszedłby w zapomnienie, gdyby nie to, że w międzyczasie nazwa „?” przyjęła się na tyle, iż dzisiaj kawiarnia pod tą nazwą i z szyldem „?” jest atrakcją turystyczną miasta.